# Jaranga

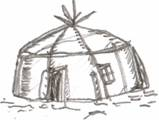
Tekening van een jaranga

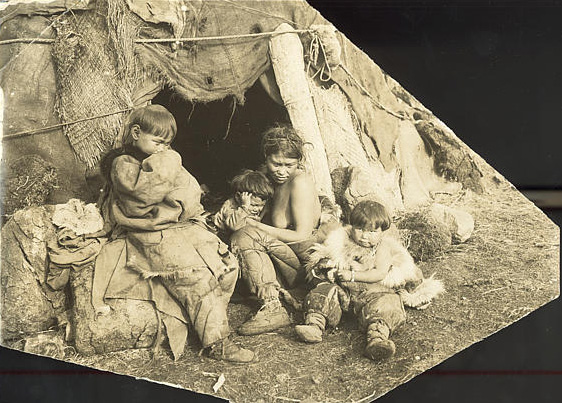
Tsjoektsjische moeder en kinderen voor een jaranga begin 20e eeuw

De jaranga is een traditionele verplaatsbare tent die wordt gebruikt voor bewoning door de nomaden van sommige van de inheemse volken van het Russische Noorden, zoals de Tsjoektsjen en de aanverwante Korjaken en Itelmenen.
Het raamwerk van de jaranga bestaat vaak uit lichte houten palen van populieren of lariksen, waarover rendierhuiden worden gelegd. Voor een gemiddelde jaranga zijn rond de vijftig huiden nodig. Binnen in de jaranga worden rendierhuiden opgehangen als gordijnen, om daarmee verschillende kamers te creëren. Voor de bedden worden op de grond vaak berkenhouten takken gelegd, met daarover weer huiden.

## Verschillende Tsjoektsjische jaranga's
De Tsjoektsjen zijn traditioneel in twee groepen te onderscheiden: de rendier-Tsjoektsjen (Tsjavtsjoe, waarvan de Russen de naam Tsjoektsjen hebben afgeleid) en de kust-Tsjoektsjen (Anqallyt). Deze groepen zijn nu grotendeels woonachtig in de steden en dorpen in Tsjoekotka, maar woonden voordat de Sovjets overgingen tot collectivisatie in hun gebied meestal in jaranga's. De twee groepen hadden een verschillende manier van het bouwen van de jaranga. Waar de rendier-Tsjoektsjen rendierhuiden gebruikten, gebruikten de kust-Tsjoektsjen bij gebrek hieraan walrushuiden. Deze werden vaak verduurzaamd door er menselijke urine aan toe te voegen, wat een sterk riekende lucht achterliet in de jaranga. Deze laatste jaranga's waren dan ook de minst schone van de twee. Doordat de walrushuiden niet vaak konden worden vervangen, werden deze vaak langer gebruikt dan gezond was en kwamen er veel insecten voor in de jaranga's. 